# Exient Entertainment
 Exient Entertainment (también conocido como Exient Limited) es un desarrollador de videojuegos independiente con sede en Oxford, Reino Unido, con estudios adicionales en Leamington Spa, Reino Unido y Malta. Esta compañía desarrolla principalmente para sistemas de juegos portátiles y se hizo un nombre por sí mismo reduciendo los juegos de series populares a sistemas portátiles. Es conocido por sus ports de varios juegos de las series Madden NFL, FIFA, Need for Speed y Tiger Woods PGA Tour para Electronic Arts y por desarrollar numerosos títulos en la serie Angry Birds . La compañía se constituyó en 2000 y comenzó a operar en enero de 2001. 
Hasta 2013, la mayor parte de su desarrollo fue para plataformas de juegos portátiles como PSP, Nintendo DS y Game Boy Advance, pero desde 2014 sus juegos se han desarrollado solo para Android e iOS. Exient actualmente desarrolla sus juegos en un motor propio, desarrollado internamente, llamado XGS . 

## Juegos desarrollados

### 2017
- Top Gear: Donut Dash (iOS, Android) - publicado por BBC Worldwide[2]

### 2016
- Dancing with the Stars (iOS, Android) - publicado por Donut Publishing

### 2014
- Angry Birds Transformers (iOS y Android)
- Bake Escape (iOS) - publicado por Donut Publishing

### 2013
- Angry Birds Go! "(Android / iOS / Blackberry 10)
- Diggs Nightcrawler (PS3)
- Angry Birds Trilogy (Vita)
- Angry Birds Star Wars (PS3 / PS4 / PS Vita / X360 / Xbox One / Wii / Wii U / 3DS)
- CSR Racing (Android)

### 2012
- Angry Birds Trilogy (3DS / Vita)
- Fireworks (Vita)
- Pulzar (Vita)

### 2010
- Need for Speed: Hot Pursuit (Wii)
- Los Sims 3 (NDS)
- FIFA 11 (NDS)
- X2 Football 2010 (iOS) - publicado por X2 Games
- X2 Snowboarding (iOS) - publicado por X2 Games

### 2009
- FIFA 10 (NDS)
- DJ Hero (Wii / PS2)
- Tiger Woods PGA Tour (iOS)
- X2 Football 2009 (iOS)

### 2008
- FIFA 09 (NDS)
- Madden NFL 09 (NDS)
- Tiger Woods PGA Tour 09 (PS2 / PSP)
- Patínalo (NDS)
- Need for Speed: Undercover (Wii / PS2)
- FIFA Street 3 (NDS)[3]

### 2007
- NASCAR 08 (PS2)
- FIFA 08 (NDS)
- Madden NFL 08 (NDS)
- Tiger Woods PGA Tour 08 (NDS)
- Need for Speed: ProStreet (NDS)

### 2006
- FIFA Street 2 (NDS)
- Copa Mundial de la FIFA 2006 (GBA / NDS / PSP)
- Madden NFL 07 (GBA / NDS)
- FIFA 07 (GBA / NDS)
- NASCAR 07 (PSP)[4]
- Need for Speed: Carbono (NDS)

### 2005
- FIFA Football 2005 (Gizmondo)
- SSX 3 (Gizmondo)
- Madden NFL 06 (GBA / NDS)
- FIFA 06 (GBA / NDS)

### 2004
- Madden NFL 2005 (GBA / NDS)
- FIFA Soccer 2005 (GBA / N-Gage)
- SSX fuera de límites (N-Gage)
- WWE Aftershock (N-Gage)

### 2003
- Total Soccer (móvil)
- FIFA Soccer 2004 (GBA / N-Gage)
- NCAA Football 2004 (N-Gage)

### 2002
- Alex Ferguson's Player Manager 2002 (GBA) - publicado por Ubisoft
- FIFA Soccer 2002 (PDA)
- NHL Hitz 20-03 (GBA)
- FIFA Football (GBA)

### 2001
- Steven Gerrard's Total Soccer 2002 (GBA) - publicado por Ubisoft

## Premios
- TIGA 2013, Mejor Juego Casual: Diggs Nightcrawler
- BAFTA, Mejor Juego Portátil (Nominado): Los Sims 3 (NDS)
- Gamescom 2010, Mejor Título Móvil (nominado), Los Sims 3 (NDS)[5]
- IGN 2007, Mejor Juego Deportivo[6]
- IGN 2007, Mejor Desarrollador[7]
- Pocket PC Magazine 2003, Premio al Mejor Software: Total Soccer
- IGN 2003, Mejor juego Deportivo Portátil: FIFA 04 (GBA)
- IGN 2005, Mejor Juego Deportivo Portátil: FIFA Soccer 06 (NDS)
- TIGA 2005, Mejor Estudio de Juegos Portátiles[8]
- Develop 100 - Los estudios de juegos más exitosos del mundo - Edición 2007 - (posición 50)[9][10]
- Develop 100 - Los estudios de juegos más exitosos del mundo - Edición 2009 - (posición 67)[11]